# La Légendaire Sébastopol

La Légendaire Sébastopol (en russe Легендарный Севастополь, Legendarny Sevastopol) ou La Grande Sébastopol (en ukrainien Величавий Севастополь, Velitchavyy Sevastopol) est l'hymne municipal de la ville de Sébastopol, ce depuis la décision de la première session du Conseil municipal de la XXIIe convocation en date du 29 juillet 1994. La chanson a été composée en 1954 par Vano Mouradeli, avec des paroles de Pyotr Gradov,.

## Histoire

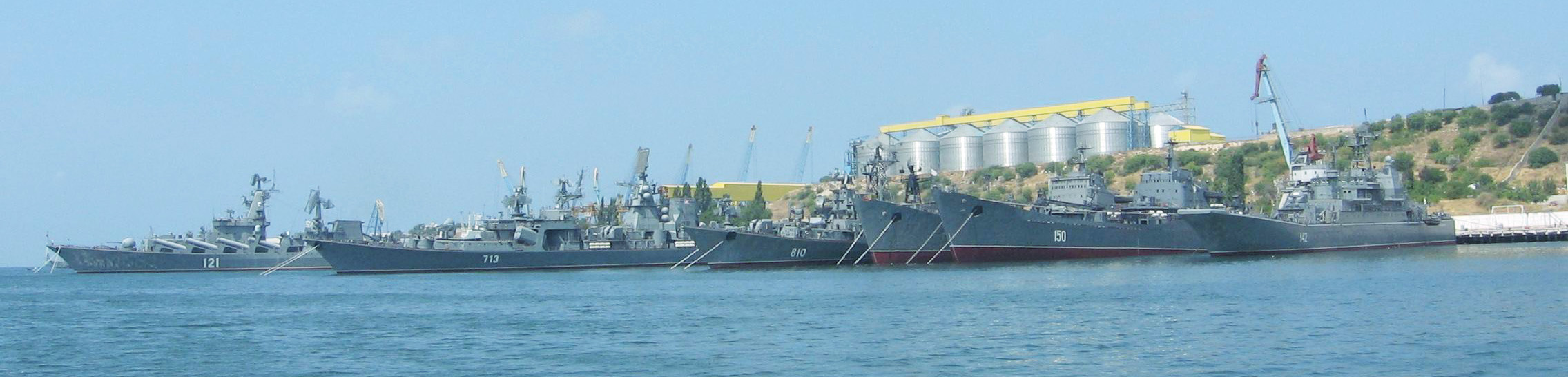
Navires de la flotte de la mer Noire à Sébastopol.

Le compositeur géorgien Vano Mouradeli a entrepris d'écrire cet hymne à la demande du vice-amiral Nikolaï Koulakov (en), à l'époque membre du conseil militaire de la flotte de la mer Noire. Pour les paroles, Mouradeli se tourne vers le poète Alexandre Jarov ; cependant, ses propositions ne convainquent pas le compositeur, qui se tourne finalement vers un autre poète, Piotr Gradov, dont les poèmes ont constitué la base des paroles de l'hymne.
La chanson a été interprétée officiellement pour la première fois à la Maison des officiers de la flotte (en) par l'ensemble de chants et de danses de la flotte de la mer Noire à la veille de la Journée de la marine soviétique (en) pour les représentants du commandement, de la Direction politique, du Conseil militaire de la flotte, des unités militaires, des navires, des organes du parti de la ville, des députés du conseil municipal,.

### Version en langue ukrainienne
Le pendant ukrainien de l'hymne, intitulé La Grande Sébastopol, a été écrit par Myroslav Mamtchak en 2000. Selon une interview donnée au journal Sevastopolskaya Gazeta, c'est Oleksandr Ivanov, un employé du Centre de télévision et de radio de la marine ukrainienne, qui a eu l'idée d'interpréter la chanson en ukrainien. Dans le refrain, les mots « fierté des marins russes » ont été remplacés par « la capitale des marins ukrainiens ». Cette chanson a été interprétée pour la première fois en 2001 par Oleksandr Ivanov.
Après l'annexion de la Crimée à la Russie, les députés de l'Assemblée législative de Sébastopol ont interdit en 2015 l'interprétation de l'hymne en ukrainien,.

### Autres représentations
Depuis le défilé du Jour de la Victoire à Moscou en 2015, la chanson, réarrangée sous forme de marche militaire, est exécutée sur la Place Rouge en l'honneur du Jour de la Victoire.